# 24-Stunden-Rennen von Le Mans 1925

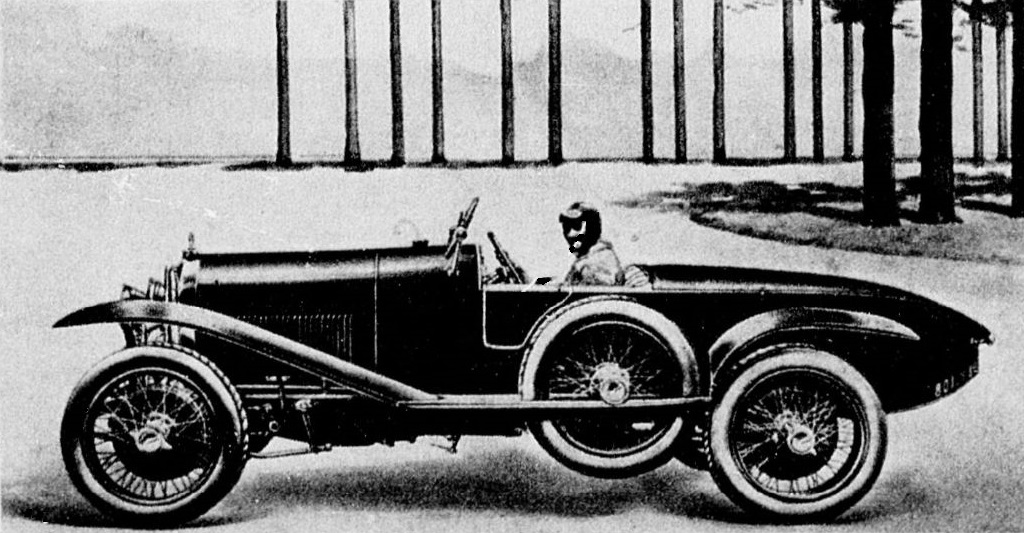
Lorraine-Dietrich Sport, Siegerwagen von Gérard de Courcelles und André Rossignol

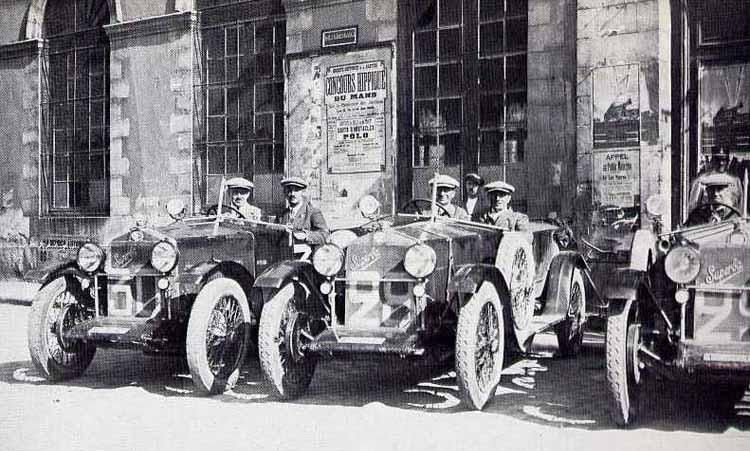
Die Officine-Meccaniche-Werksmannschaft vor dem Rennen

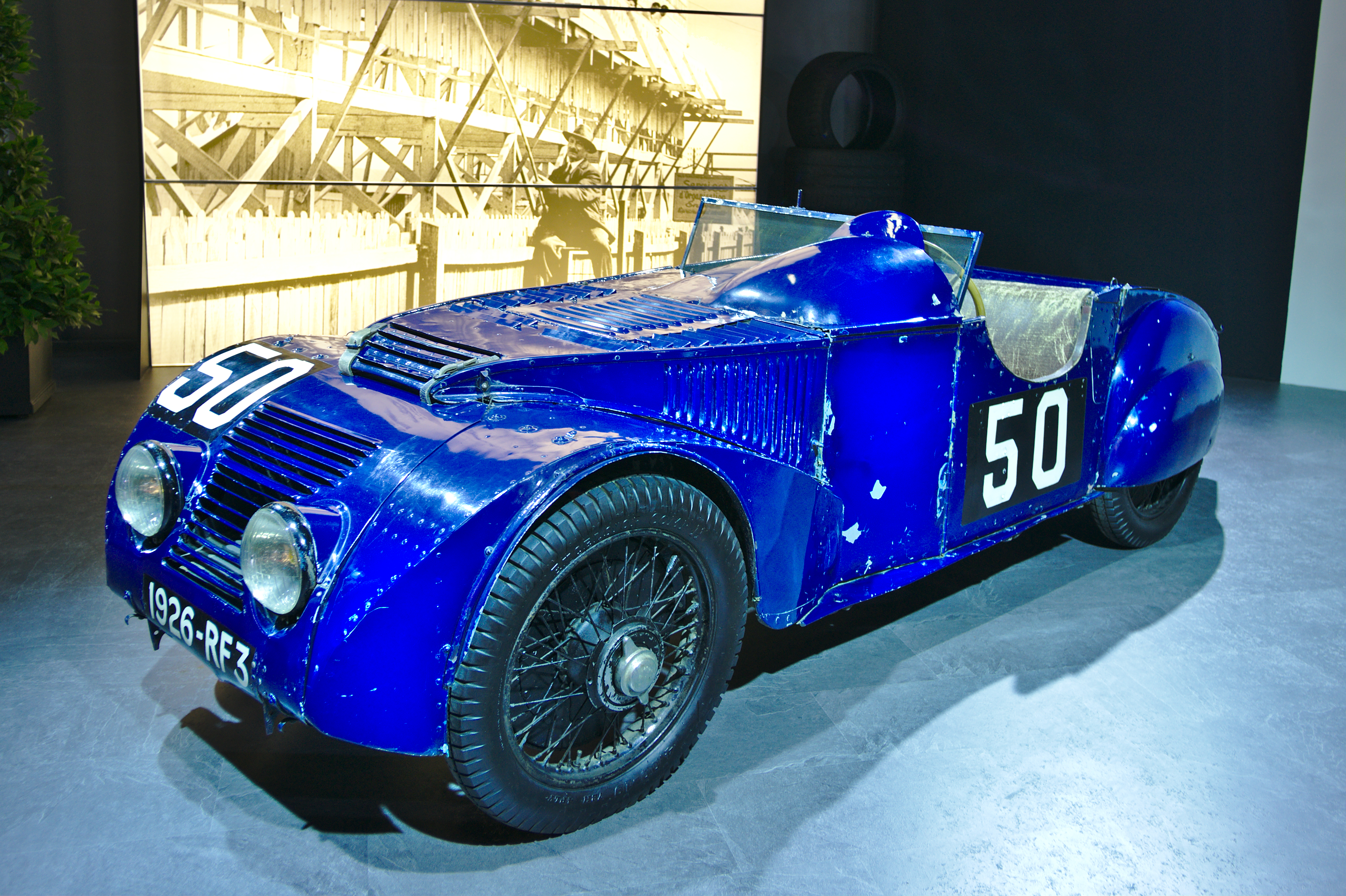
Der zehntplatzierte Chenard & Walcker Tank von Raymond Glaszmann und Raphaël Manso de Zuñiga

Das dritte 24-Stunden-Rennen von Le Mans, der 3e Grand Prix d’Endurance les 24 Heures du Mans, auch 3emes Grand Prix d'Endurance les 24 Heures du Mans, Circuit Permanenthe de la Sarthe, fand vom 20. bis 21. Juni 1925 auf dem Circuit des 24 Heures statt.

## Der Le-Mans-Start
Für das 24-Stunden-Rennen 1925 gab es einige wesentliche Änderungen am Ablauf. Eingeführt wurde der Le-Mans-Start, bei dem die Fahrer über die Fahrbahn zu ihren vor der Boxengasse aufgestellten Fahrzeugen sprinten mussten und stehend starteten. Dieser Startvorgang wurde bis 1969 vorgenommen und danach aus Sicherheitsgründen durch den Indianapolis-Start ersetzt. Die Haupttribünen und die Boxengasse mussten in diesem Jahr an das Ende der Hunaudières-Geraden verlegt werden, da man sich mit dem Grundstückseigner nicht auf eine Ablöse einigen konnte.

## Das Rennen
Von den 60 Meldungen wurden in diesem Jahr 49 Starter zugelassen. Durch den Bentley-Erfolg aus dem Vorjahr stieg das internationale Interesse am Rennen. Bentley und Sunbeam kamen mit Werkswagen nach Le Mans. Erstmals war mit zwei OM auch ein italienisches Team am Start. Die stärksten Wagen waren wieder die 8-Liter-Werks-Chenard & Walcker. Das kleinste Fahrzeug im Feld war ein Austin 7.
Das Rennen war zu Beginn geprägt von einem Duell der Bentley- und Sunbeam-Werkswagen, die bis auf den Wagen von Jean Chassagne und Sammy Davis jedoch alle ausfielen. Überraschend konkurrenzfähig waren die beiden OM, die auf den Plätzen vier und fünf ins Ziel kamen. Am Ende triumphierte ein französisches Team: Gérard de Courcelles und André Rossignol siegten auf einem Lorraine-Dietrich Sport.
1925 mussten auch die ersten Todesopfer beklagt werden. Im Training war der Franzose André Guilbert auf einem Ravel tödlich verunglückt. Im Rennen verlor Marius Mestivier in der Mulsanne die Kontrolle über seinen Amilcar und verstarb nach einem schweren Unfall noch an der Unfallstelle.

## Rudge-Whitworth-Triennale- und Biennale-Cup
1925 endete der Rudge-Whitworth-Triennale-Cup, der als Teamwertung 1923 ins Leben gerufen wurde und die Rennen 1923, 1924 und 1925 umfasste. Auch der erste Biennale-Cup, der 1924 begann, endete 1925. Ab 1926 wurde dieser Cup als Index of Performance jährlich vergeben. Beide Wertungen gewann der französische Hersteller Chenard & Walcker.

## Ergebnisse

### Piloten nach Nationen
| 75 Franzosen | 8 Briten    | 7 Italiener | 4 Belgier | 2 Spanier |
| 1 Kanadier   | 1 Schweizer |             |           |           |

### Schlussklassement
| Pos.            | Klasse | Nr. | Team                                      | Fahrer                                    | Chassis                           | Motor                     | Reifen | Runden |
| --------------- | ------ | --- | ----------------------------------------- | ----------------------------------------- | --------------------------------- | ------------------------- | ------ | ------ |
| 1               | 5.0    | 5   | Lorraine-Dietrich et Cie                  | Gérard de Courcelles André Rossignol      | Lorraine-Dietrich Sport           | Lorraine-Dietrich 3.5L I6 | E      | 129    |
| 2               | 3.0    | 16  | Sunbeam Motor Company                     | Jean Chassagne Sammy Davis                | Sunbeam 3 Litre Super Sports      | Sunbeam 3.0L I6           | RT     | 125    |
| 3               | 5.0    | 4   | Lorraine-Dietrich et Cie                  | Henri Stalter Édouard Brisson             | Lorraine-Dietrich Sport           | Lorraine-Dietrich 3.5L I6 | E      | 124    |
| 4               | 2.0    | 29  | Officine Meccaniche                       | Tino Danieli Mario Danieli                | O.M. Tipo 665S Superba            | O.M. 2.0L I6              | P      | 119    |
| 5               | 2.0    | 30  | Officine Meccaniche                       | Giulio Foresti Aimé Vassiaux              | O.M. Tipo 665S Superba            | O.M. 2.0L I6              | P      | 119    |
| 6               | 3.0    | 11  | Société des Automobile Ariès              | Louis Wagner Charles Flohot               | Ariès Type S GP2                  | Ariès 3.0L I4             | M      | 119    |
| 7               | 2.0    | 23  | SA des Établissements Rolland-Pilain      | Jean de Marguenat Louis Sire              | Rolland-Pilain C23 Super Sport    | Rolland-Pilain 2.0L I4    | M      | 117    |
| 8               | 1.5    | 41  | Société Française des Automobiles Corre   | Louis Balart Robert Doutrebente           | Corre La Licorne V16 10CV Sport   | S.C.A.P. 1.5L I4          | E      | 110    |
| 9               | 1.5    | 42  | Société Française des Automobiles Corre   | Waldemar Lestienne Robert Lestienne       | Corre La Licorne V16 10CV Sport   | S.C.A.P. 1.5L I4          | E      | 109    |
| 10              | 1.1    | 50  | Chenard & Walcker                         | Raymond Glaszmann Raphaël Manso de Zuñiga | Chenard-Walcker Z1 Spéciale       | Chenard & Walcker 1.1L I4 | M      | 109    |
| 11              | 2.0    | 21  | Societa Anonima Autocostruzioni Diatto    | Edmond Garcia Mario Botto                 | Diatto Tipo 30                    | Diatto 2.0L I4            | E      | 109    |
| 12              | 2.0    | 33  | Établissements Industriels Jacques Bignan | Henri Springuel Pierre Clause             | Bignan 2 Litre Sport              | Bignan 2.0L I4            | E      | 108    |
| 13              | 1.1    | 49  | Chenard & Walcker                         | Robert Sénéchal Albéric Loqueheux         | Chenard-Walcker Z1 Spéciale       | Chenard & Walcker 1.1L I4 | M      | 105    |
| 14              | 1.5    | 39  | Etablissements Henri Precioux             | Jean d’Aulan René Dély                    | E.H.P. DT Spéciale                | C.I.M.E. 1.5L I4          | E      | 103    |
| 15              | 1.5    | 35  | Gendron et Compagnie                      | Adrien Drancé Marcel Michelot             | G.M. GC2                          | G.M. 1.5L I4              | D      | 100    |
| 16              | 1.1    | 44  | S.A.R.A.                                  | Lucien Erb Gaston Mottet                  | S.A.R.A. ATS                      | S.A.R.A. 1.1L I4          | E      | 93     |
| Nicht klassiert |        |     |                                           |                                           |                                   |                           |        |        |
| 17              | 5.0    | 7   | Grand Garage Saint-Didier Paris           | Henri Stoffel Lucien Desvaux              | Chrysler 70 Six                   | Chrysler 3.3L I6          | BF     |        |
| 18              | 3.0    | 14  | Societa Anonima Autocostruzioni Diatto    | Giorgio Rubbietti Tulio Vesprini          | Diatto Tipo 35                    | Diatto 2.9L I4            | E      |        |
| 19              | 3.0    | 18  | SA des Automobiles Ravel                  | Eugène van den Bossche Abel Smeets        | Ravel 12CV Sport                  | Ravel 2.5L I4             | D      |        |
| 20              | 2.0    | 22  | SA des Établissements Rolland-Pilain      | Gaston Delalande Paul Chalamel            | Rolland-Pilain C23 Super Sport    | Rolland-Pilain 2.0L I4    | M      |        |
| Disqualifiziert |        |     |                                           |                                           |                                   |                           |        |        |
| 21              | 1.5    | 37  | Automobiles Talbot-Darracq                | Théodore Le Du Alphonse Auclair           | Talbot-Darracq Type C             | Talbot 1.5L I4            | E      | 73     |
| 22              | 2.0    | 24  | SA des Établissements Rolland-Pilain      | Paul Stremler Pierre Salles               | Rolland-Pilain C23 Super Sport    | Rolland-Pilain 2.0L I4    | M      | 70     |
| 23              | 1.1    | 47  | Automobiles Doriot-Flandrin-Parant SA     | Émile Lacharnay Jacques Millies           | D.F.P. VA Type 7cv                | C.I.M.E. 1.1L I4          | E      | 60     |
| 24              | 3.0    | 17  | Établissements Charles Montier et Cie     | Charles Montier Albert Ouriou             | Montier Spezial                   | Ford 2.9L I4              | E      | 54     |
| Ausgefallen     |        |     |                                           |                                           |                                   |                           |        |        |
| 25              | 3.0    | 13  | Societa Anonima Autocostruzioni Diatto    | François Lecot Eugène Renaud              | Diatto Tipo 35                    | Diatto 3.0L I4            | E      | 109    |
| 26              | 1.5    | 36  | Automobiles Talbot-Darracq                | Edmond Bourlier Jules Moriceau            | Talbot-Darracq Type C             | Talbot 1.5L I4            | E      | 98     |
| 27              | 5.0    | 2   | Chenard & Walcker                         | André Lagache René Léonard                | Chenard-Walcker Type U 22CV Sport | Chenard & Walcker 3.9L I8 | M      | 90     |
| 28              | 2.0    | 28  | Officine Meccaniche                       | Ferdinando Minoia Vincenzo Coffani        | O.M. Tipo 665S Superba            | O.M. 2.0L I6              | P      | 81     |
| 29              | 2.0    | 32  | Établissements Industriels Jacques Bignan | Jean Martin Henri-Julien Matthys          | Bignan 2 Litre Sport              | Bignan 2.0L I4            | E      | 65     |
| 30              | 5.0    | 9   | Captain John Duff                         | Capt. John F. Duff Frank Clement          | Bentley 3 Litre Sport             | Bentley 3.3L I4           | E      | 64     |
| 31              | 1.5    | 40  | Société Française des Automobiles Corre   | Albert Colomb Fernand Vallon              | Corre La Licorne V16 10CV Sport   | S.C.A.P. 1.5L I4          | E      | 50     |
| 32              | 3.0    | 12  | Société des Automobile Ariès              | Louis Rigal Roger Delano                  | Ariès Type S GP2                  | Ariès 3.0L I4             | M      | 42     |
| 33              | 2.0    | 20  | Societa Anonima Autocostruzioni Diatto    | Louis Dollé Edouard Giroux                | Diatto Tipo 30                    | Diatto 2.0L I4            | E      | 41     |
| 34              | 1.5    | 38  | Etablissements Henri Precioux             | Maurice Benoist Michel Doré               | E.H.P. DT Spéciale                | C.I.M.E. 1.5L I4          | E      | 41     |
| 35              | 1.1    | 45  | S.A.R.A.                                  | Jules de Ségovia Gaston Duval             | S.A.R.A. BDE                      | S.A.R.A. 1.1L I4          | E      | 40     |
| 36              | 1.5    | 34  | Gendron et Compagnie                      | Marcel Gendron Lucien Bossoutrot          | G.M. GC2 Sport                    | G.M. 1.5L I4              | D      | 36     |
| 37              | 1.1    | 53  | Société des Automobile Ariès              | Joseph Paul Louis François                | Ariès 8-10 CV                     | Ariès 1.1L I4             | M      | 35     |
| 38              | 5.0    | 6   | Lorraine-Dietrich et Cie                  | Robert Bloch Léon Saint-Paul              | Lorraine-Dietrich Sport           | Lorraine-Dietrich 3.5L I6 | E      | 33     |
| 39              | 3.0    | 15  | Sunbeam Motor Company                     | Sir Henri Segrave George Duller           | Sunbeam 3 Litre Super Sports      | Sunbeam 3.0L I6           | RT     | 32     |
| 40              | 1.1    | 46  | Automobiles Doriot-Flandrin-Parant SA     | Louis Colas Eugène Moraine                | D.F.P. VA                         | C.I.M.E. 1.1L I4          | E      | 31     |
| 41              | 5.0    | 1   | Société Nouvelle des Autos Sizaire        | Jacques de Francony Émile Dupont          | Sizaire-Berwick 25/50CV           | Sizaire-Berwick 4.5L I4   | E      | 23     |
| 42              | 5.0    | 10  | Bentley Motors Ltd.                       | Herbert Kensington-Moir Dudley Benjafield | Bentley 3 Litre Sport             | Bentley 3.3L I4           | RT     | 19     |
| 43              | 1.1    | 48  | Automobiles Doriot-Flandrin-Parant SA     | Jean Porporato Marcel Collet              | D.F.P. VA                         | C.I.M.E. 1.1L I4          | E      | 19     |
| 44              | 1.1    | 51  | Société Nouvelle pour l’Automobile        | Marius Mestivier André Morel              | Amilcar CGSS Gran Sport           | Amilcar 1.1L I4           | E      | 17     |
| 45              | 1.1    | 43  | S.A.R.A.                                  | André Marandet Gonzaque Lécureul          | S.A.R.A. BDE                      | S.A.R.A. 1.1L I4          | E      | 15     |
| 46              | 1.1    | 52  | Automobiles Majola                        | Jean Majola Fernand Casellini             | Majola Type F                     | Majola 1.1L I4            | D      | 14     |
| 47              | 1.1    | 54  | Société des Automobile Ariès              | Fernand Gabriel Henri Lapierre            | Ariès 8-10 CV                     | Ariès 1.1L I4             | M      | 11     |
| 48              | 750    | 55  | Gordon England                            | Eric Gordon England Francis Samuelson     | Austin 7                          | Austin 0.7L I4            | D      | 9      |
| 49              | 5.0    | 3   | Chenard & Walcker                         | André Pisart Jacques Ledure               | Chenard-Walcker Type U 22CV Sport | Chenard & Walcker 3.9L I8 | M      | 6      |
| Nicht gestartet |        |     |                                           |                                           |                                   |                           |        |        |
| 50              | 5.0    | 19  | Automobiles Ravel SA                      | André Guilbert Henri Delhuvenne           | Ravel 12CV Sport                  | Ravel 2.5L I4             | D      | 1      |
| 51              | 2.0    | 31  | AC of Thames Ditton                       | Victor Bruce John Joyce                   | AC Six 16/40                      | AC 2.0L I6                |        | 2      |
| 52              | 2.0    | 25  | Automobiles Oméga-Six                     | Jacques Margueritte Louis Bonne           | Oméga-Six Type A                  | Oméga 2.0L I6             |        | 3      |
| 53              | 2.0    | 26  | Automobiles Oméga-Six                     | Roland Coty Albert Clément                | Oméga-Six Type A                  | Oméga 2.0L I6             |        | 4      |
| 54              | 2.0    | 27  | Automobiles Oméga-Six                     | Louis Charavel Jacques Boyriven           | Oméga-Six Type A                  | Oméga 2.0L I6             |        | 5      |
| 55              | 5.0    | 8   | Grand Garage Saint-Didier Paris           |                                           | Chrysler 70                       | Chrysler 3.3L I6          | BF     | 6      |

1 Tödlicher Unfall von André Guilbert im Training
2 Defekter Kühler im Training
3 Nicht gestartet
4 Nicht gestartet
5 Nicht gestartet
6 zurückgezogen

### Nur in der Meldeliste
Bei diesem Rennen wurden keine weiteren Meldungen abgegeben.

### Rudge-Whitworth-Triennale-Cup-Gesamtwertung
| Pos. | Nr. | Fahrer                            | Chassis                        | 1923 | 1924 | 1925 | Gesamtwertung |
| ---- | --- | --------------------------------- | ------------------------------ | ---- | ---- | ---- | ------------- |
| 1    | 49  | Robert Sénéchal Albéric Loqueheux | Chenard-Walcker Z1 Spéciale    | + 49 | + 8  | + 14 | 71            |
| 2    | 23  | Jean de Marguenat Louis Sire      | Rolland-Pilain C23 Super Sport | + 19 | + 5  | + 9  | 33            |
| 3    | 4   | Henry Stalter Édouard Brisson     | Lorraine-Dietrich Sport        | + 26 | 0    | + 6  | 32            |
| 4    | 4   | Jean Martin Henri-Julien Matthys  | Bignan 2 Litre Sport           | + 50 | 0    | DNF  | (50)          |
| 5    | 51  | Marius Mestivier André Morel      | Amilcar CGSS Gran Sport        | + 40 | + 4  | DNF  | (44)          |
| 6    | 9   | John Duff Frank Clement           | Bentley 3 Litre Sport          | + 33 | + 5  | DNF  | (38)          |
| 7    | 22  | Gaston Delalande Paul Chalamel    | Rolland-Pilain C23 Super Sport | + 12 | + 2  | DNF  | (14)          |

### Rudge-Whitworth-Biennale-Cup-Gesamtwertung
| Pos. | Nr. | Fahrer                                    | Chassis                     | 1924 | 1925 | Gesamtwertung |
| ---- | --- | ----------------------------------------- | --------------------------- | ---- | ---- | ------------- |
| 1    | 50  | Raymond Glaszmann Raphaël Manso de Zuñiga | Chenard-Walcker Z1 Spéciale | + 8  | + 18 | 26            |
| 2    | 4   | Henry Stalter Édouard Brisson             | Lorraine-Dietrich Sport     | 0    | 10   | 10            |
| 3    | 5   | Gérard de Courcelles André Rossignol      | Lorraine-Dietrich Sport     | 0    | 6    | 6             |
| 4    | 5   | Henri Springuel Pierre Clause             | Bignan 2 Litre Sport        | 0    | 2    | 2             |

### Klassensieger
| Klasse                                  | Fahrer               | Fahrer                  | Fahrzeug                        | Platzierung im Gesamtklassement |
| --------------------------------------- | -------------------- | ----------------------- | ------------------------------- | ------------------------------- |
| 1. Triennale-Cup                        | Robert Sénéchal      | Albéric Loqueheux       | Chenard-Walcker Z1 Spéciale     | Rang 13                         |
| 1. Bienniale-Cup – Index of Performance | Raymond Glaszmann    | Raphaël Manso de Zuniga | Chenard-Walcker Z1 Spéciale     | Rang 10                         |
| 3001–5000 cm³                           | Gérard de Courcelles | André Rossignol         | Lorraine-Dietrich Sport         | Gesamtsieg                      |
| 2001–3000 cm³                           | Jean Chassagne       | Sammy Davis             | Sunbeam 3 Litre Super Sports    | Rang 2                          |
| 1501–2000 cm³                           | Tino Danieli         | Mario Danieli           | O.M. Tipo 665S Superba          | Rang 4                          |
| 1101–1500 cm³                           | Louis Balart         | Robert Doutrebente      | Corre La Licorne V16 10CV Sport | Rang 8                          |
| 750–1100 cm³                            | Raymond Glaszmann    | Raphaël Manso de Zuniga | Chenard-Walcker Z1 Spéciale     | Rang 10                         |

### Renndaten
- Gemeldet: 55
- Gestartet: 49
- Gewertet: 16
- Rennklassen: 7
- Zuschauer: unbekannt
- Ehrenstarter des Rennens: unbekannt
- Wetter am Rennwochenende: trocken und heiß
- Streckenlänge: 17,262 km
- Fahrzeit des Siegerteams: 24:00:00,000 Stunden
- Gesamtrunden des Siegerteams: 129
- Gesamtdistanz des Siegerteams: 2233,982 km
- Siegerschnitt: 93,082 km/h
- Pole Position: unbekannt
- Schnellste Rennrunde: André Lagache – Chenard-Walcker Type U 22CV Sport (#2) – 9:10,000 = 112,987 km/h
- Rennserie: 3. Lauf zum Triennale-Cup